# Mirabel-aux-Baronnies
Mirabel-aux-Baronnies là một xã thuộc tỉnh Drôme trong vùng Auvergne-Rhône-Alpes đông nam nước Pháp.

## Hình ảnh

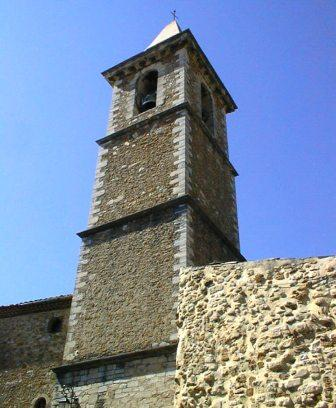
The church
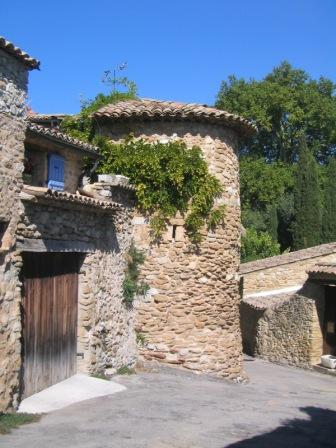
The remains of the walls
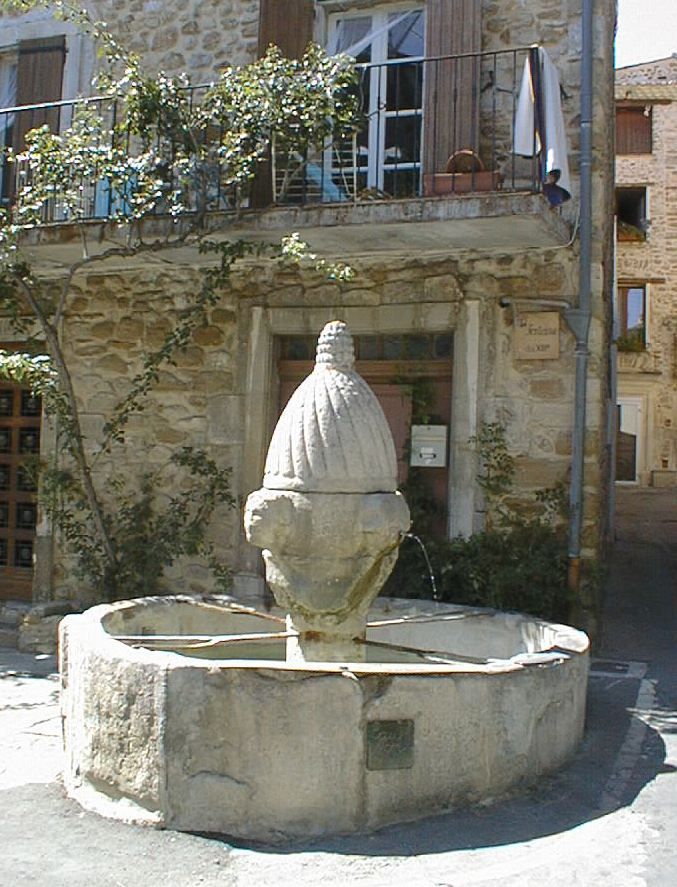
The old fountain
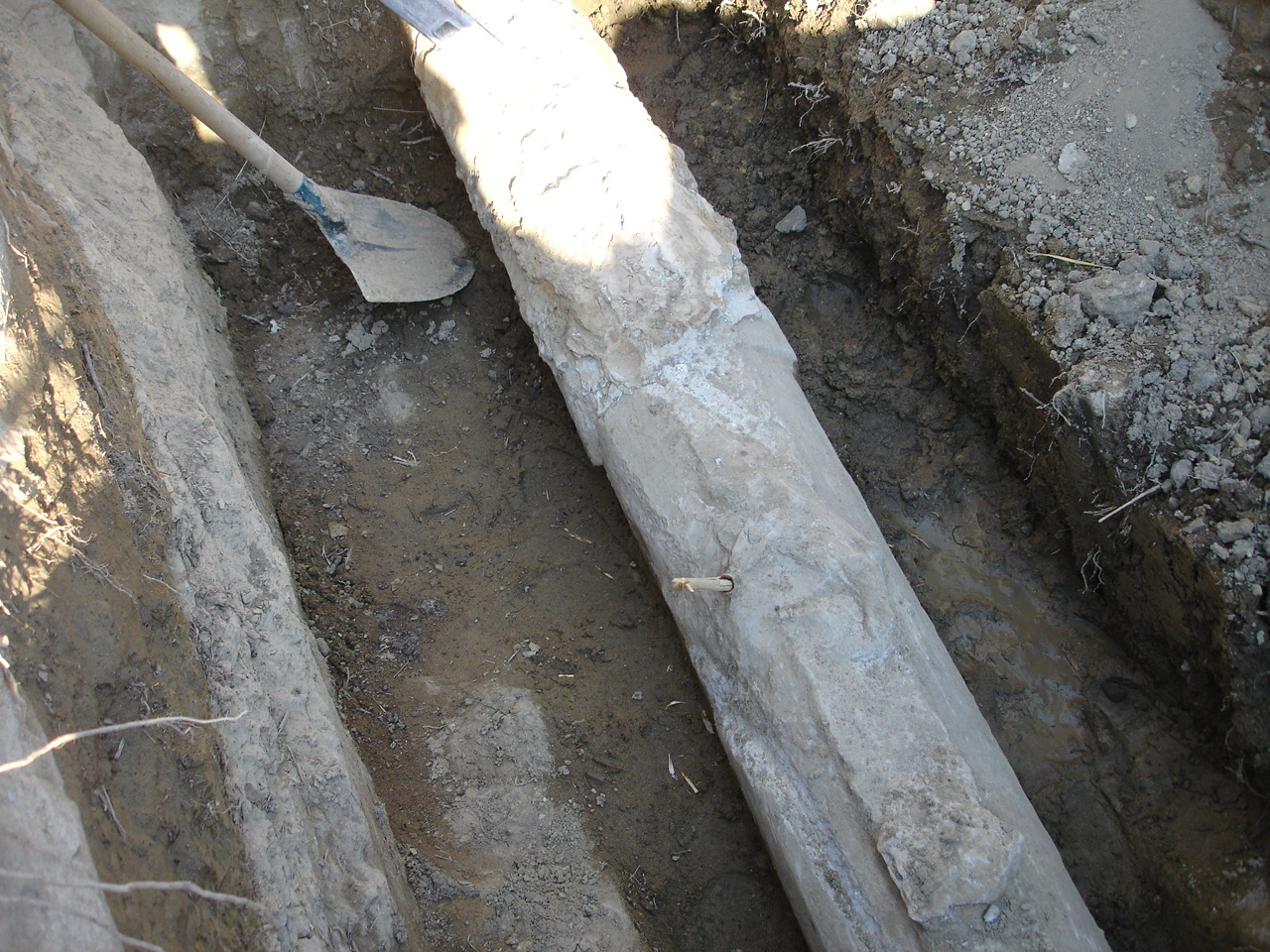
Part of the in 1876 in situ made concrete tube of the watersystem, during reparation and connection of a tap 2006